# Kaoutchin Kaba
Kaoutchin Kaba (auch: Kaoutchi Kaba) ist ein Dorf in der Landgemeinde Ourafane in Niger.

## Geographie
Das von einem traditionellen Ortsvorsteher (chef traditionnel) geleitete Dorf befindet sich rund 31 Kilometer östlich des Hauptorts Ourafane der gleichnamigen Landgemeinde, die zum Departement Tessaoua in der Region Maradi gehört. Zu den Siedlungen in der näheren Umgebung von Kaoutchin Kaba zählen Gararé im Nordwesten, Guidan Guiwa im Norden, In Yélwa im Osten und Gao Gayamba Saboua im Süden.
Es herrscht das Klima der Sahelzone vor, mit einer durchschnittlichen jährlichen Niederschlagsmenge zwischen 300 und 400 mm.

## Bevölkerung
Bei der Volkszählung 2012 hatte Kaoutchin Kaba 3666 Einwohner, die in 404 Haushalten lebten. Bei der Volkszählung 2001 betrug die Einwohnerzahl 2446 in 299 Haushalten und bei der Volkszählung 1988 belief sich die Einwohnerzahl auf 2636 in 364 Haushalten.
Die Bevölkerungsdichte in diesem Gebiet ist für nigrische Verhältnisse hoch. In Kaoutchin Kaba wird die Sprache Hausa gesprochen.

## Wirtschaft und Infrastruktur
In Kaoutchin Kaba wird ein Wochenmarkt abgehalten. Der Markttag ist Samstag. Der Markt wurde nach 1960, dem Jahr der staatlichen Unabhängigkeit Nigers, etabliert. Das Gebiet der Ebenen im südlichen Teil der Region Maradi, in dem die Siedlung liegt, ist von einer anhaltenden Degradation der ackerbaulichen Flächen gekennzeichnet, die mit der hohen Bevölkerungsdichte in Zusammenhang steht. Im Dorf ist ein Gesundheitszentrum des Typs Centre de Santé Intégré (CSI) vorhanden. Es gibt eine Grundschule. Das nigrische Unterrichtsministerium richtete 1996 gemeinsam mit dem Welternährungsprogramm der Vereinten Nationen zahlreiche Schulkantinen in von Ernährungsunsicherheit betroffenen Zonen ein, darunter eine für Kinder transhumanter Hirten in Kaoutchin Kaba. Als staatliche islamische Schule für Kinder wurde 2007 außerdem eine Medersa gegründet.